# Visor om slutet
Visor om slutet är ett helakustiskt album av det finska folk metal-bandet Finntroll. Albumet släpptes år 2003 av Spinefarm.
Visor om slutet är dedicerat till den förra gitarristen Teemu Raimoranta, som dog 2003 då han i berusat tillstånd föll från en bro ner på isen nedanför. Albumet spelades in i en hydda i skogarna nära Helsingfors, och skapades som ett ”akustiskt experiment”, och innehåller instrument som till exempel kazoo. Visor om slutet är ganska olikt Finntrolls tidigare album Midnattens widunder och Jaktens tid, som var renodlade folk/black metal-album. Finntroll själva anser inte albumet vara ett fullängdsalbum.

## Låtlista
1. "Suohengen sija" (Tundra) – 2:58
2. "Asfågelns död" (Katla/Wilska/Trollhorn) – 3:47
3. "Försvinn du som lyser" (Katla/Wilska/Somnium) – 2:38
4. "Veripuu" (Tundra) – 1:16
5. "Under varje rot och sten" (Trollhorn) – 3:17
6. "När allt blir is" (Tundra) – 2:37
7. "Den sista runans dans" (Katla/Wilska/Skrymer) – 3:44
8. "Rov" (Finntroll) –  2:05
9. "Madon laulu" (Katla/Wilska) – 4:01
10. "Svart djup" (Katla/Wilska) – 3:57
11. "Avgrunden öppnas" (Tundra) – 2:20

## Medverkande
Finntroll
- Tundra (Sami Uusitalo) – basgitarr
- Beast Dominator (Samu Ruotsalainen) – trummor
- Trollhorn (Henri Sorvali) – gitarr, keyboard
- Skrymer (Samuli Ponsimaa) – gitarr
- Somnium (Teemu Raimoranta) – gitarr
- Katla (Jan Jämsen) – sång
- Tapio Wilska – sång

Vid inspelningarna användes dessutom bland annat plåtvissla, blockflöjt, synthesizer, kazoo, munharpa, triangel, såg, tamburin, bodhrán, bongotrummor, djember m.m.
Produktion
- Trollhorn – producent, mixning
- Mika Jussila – mastering
- Skrymer – omslagsdesign